# Buxus sempervirens
O buxo (Buxus sempervirens), também conhecido como buxeiro(a), buxo-arbóreo, buxo-comum, árvore-da-caixa ou olho-de-gato, é uma planta nativa da Europa, norte do Irã e norte da África. Ela prospera em encostas, bosques ou matagais. Seu crescimento é relativamente lento.

## Características
É uma planta lenhosa e de madeira dura que pode alcançar de 1 até 6 metros de altura, em geral arbustiva.
A folhagem é persistente, com folhas sésseis, inteiras, cerosas, brilhantes,  verde-escuras na página superior e verde-claras na inferior, frequentemente opostas, sem estípulas. 
As flores são de sexos separados e raramente estão em plantas diferentes, sendo monoclamídeas, com 4 tépalas, 4 estames epissépalos. São de cor amarela e aparecem geralmente em março-abril, pequenas, apétalas, pistiladas ou estaminadas na axila das folhas. 
O fruto é cápsula trivalve, explosiva,  apresentando seis sementes pretas e brilhantes com carúnculas. Sabor muito amargo.

## Cultivo
É uma espécie originária do Velho Mundo e muito cultivada para jardinagem, onde utiliza-se para topiária, bonsais ou sebes. 
Na topiária, a planta quase sempre não floresce por causa da poda frequente, um processo que não permite o seu crescimento. Um formato muito adquirido é o de pouca altura redondo, e, no Brasil, é popularmente chamado como Buxinho Bola por ser esse um uso costumeiro. O nome também é divertido porque faz lembrar a maneira de como a "barriga" é chamada em algumas regiões do país.

## Utilização
É explorado para a produção de ferramentas manuais (canivetes, facas, goivas, formões, teques de olaria, etc.), na marchetaria, na escultura, na construção de instrumentos musicais (como são exemplo as flautas, as gaitas de fole, os embutidos, filetes, escalas e cravelhas de cordofones, etc.). As propriedades medicinais desta planta foram verificadas no século XII por Santa Hildegarda. No Renascimento, era considerada como remédio para a calvície. Um autor da época citou o drama de uma jovem camponesa cujo crânio se tornou calvo como um ovo; a aplicação da loção de buxo desenvolveu-lhe a magnífica cabeleira, mas o rosto e o pescoço tornaram-se cabeludos como os de um símio. Partes utilizadas: casca da raiz, folhas. Propriedades: colerético, depurativo, febrífugo, laxativo, sudorífico. Utilizar com precauções.

## Habitat
Europa Central e Meridional.
Em Portugal é possível observar magníficos exemplares de Buxus sempervirens nos vales dos grandes afluentes da margem direita do rio Douro , e em charnecas e matagais de Trás-os-Montes, Estremadura e Alentejo, cultivado em todo o País; até 1600 m.

## Galeria

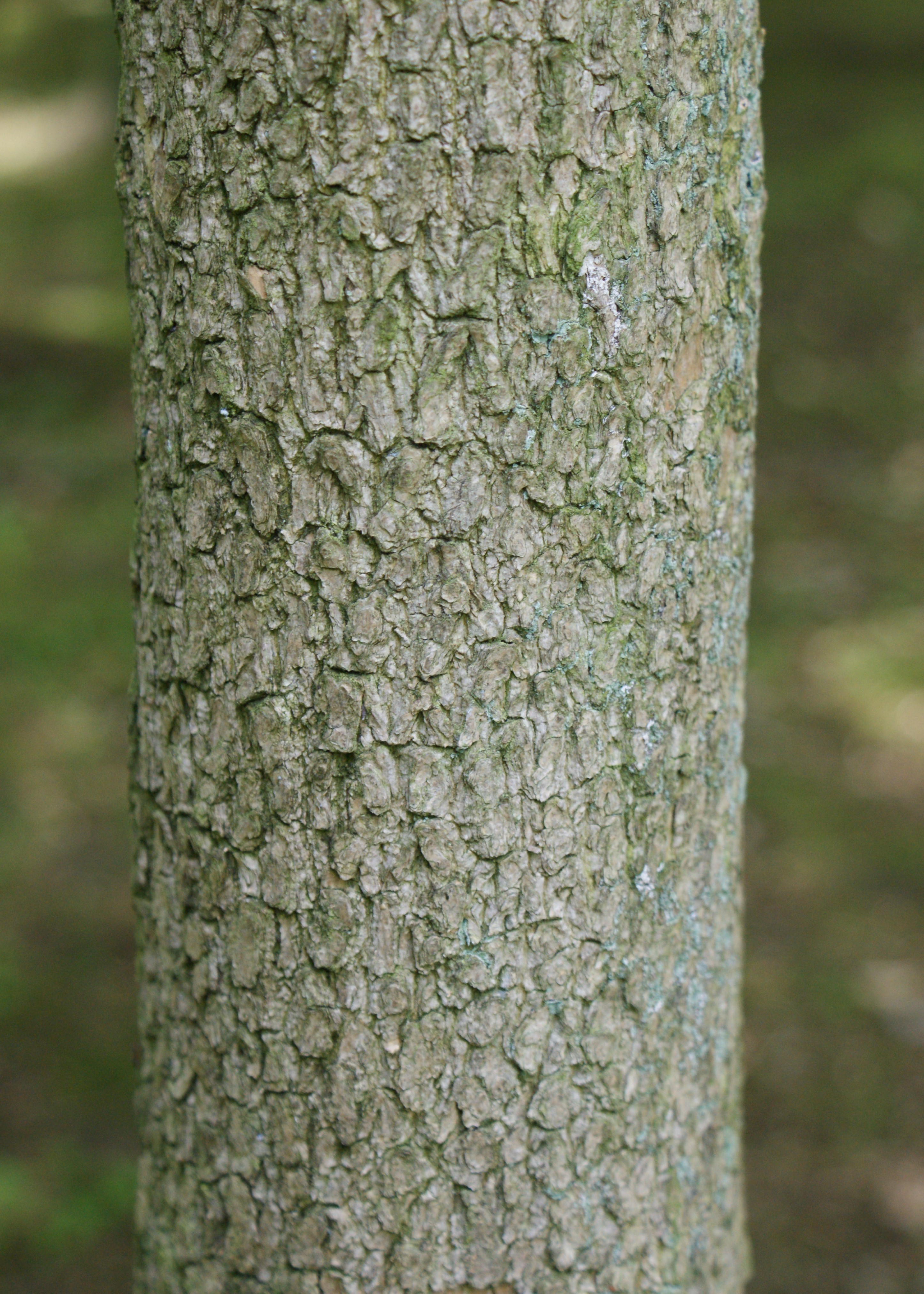
Tronco
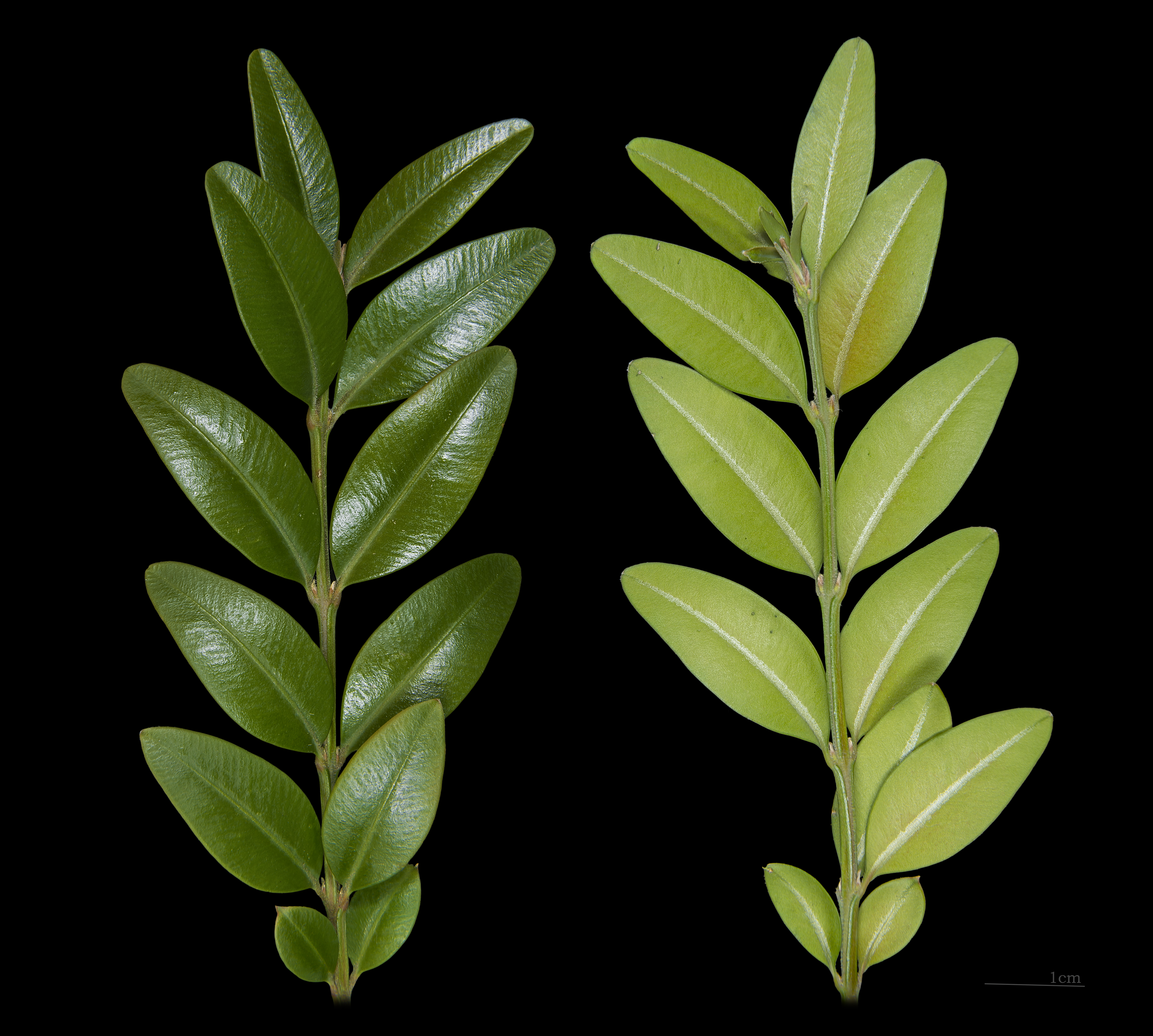
Folhas, página superior (esquerda) e interior (direita)
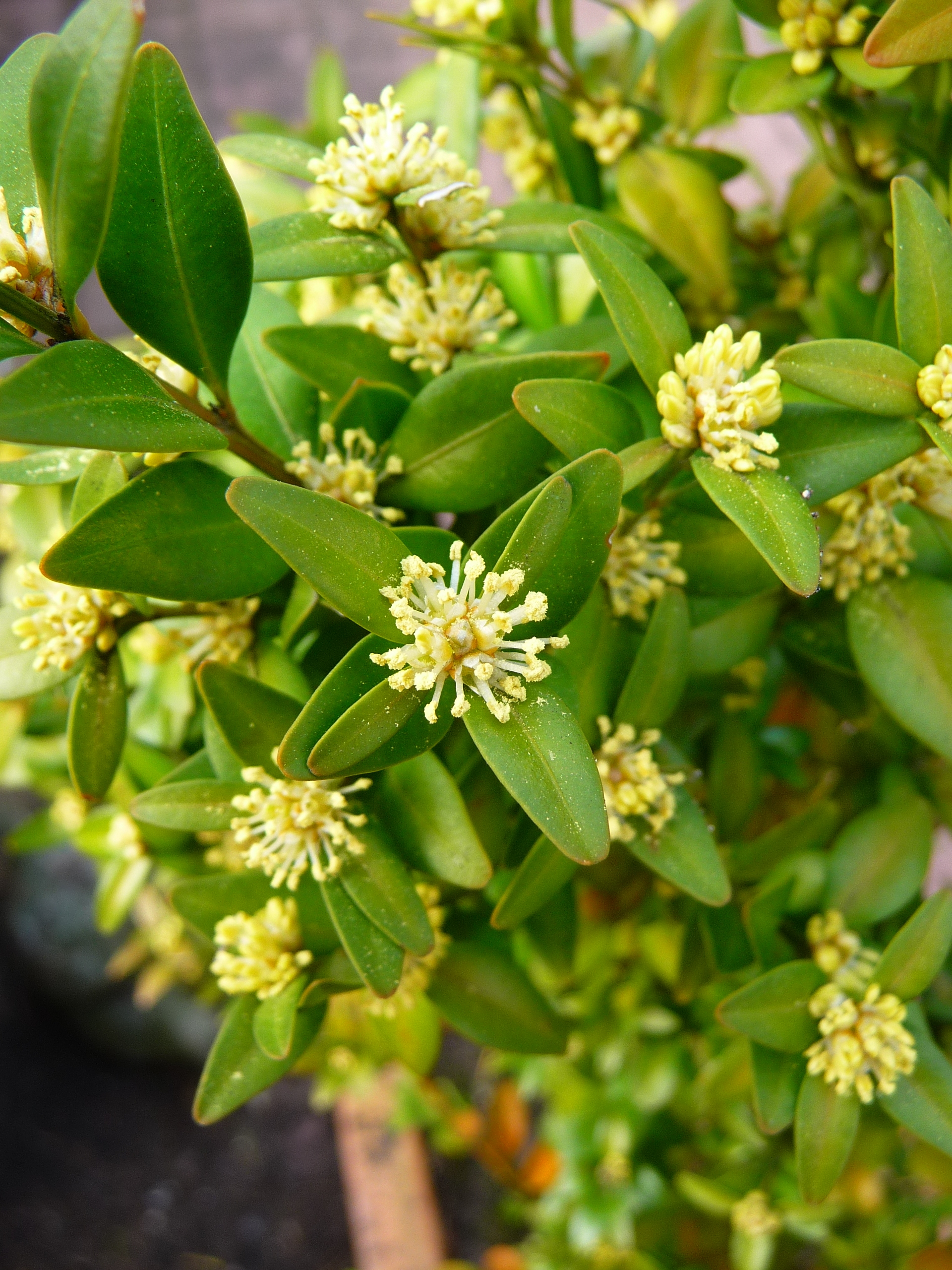
Flores
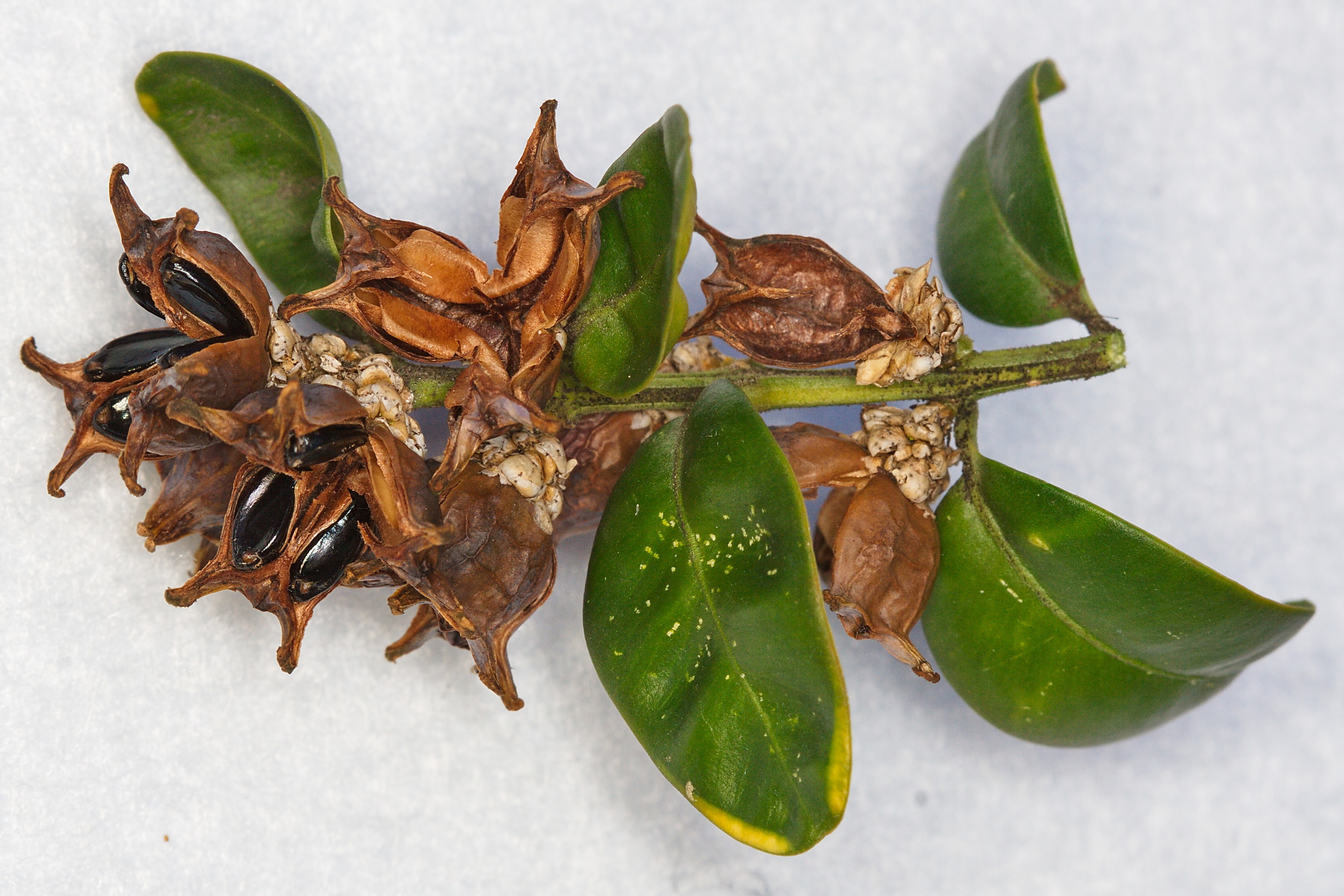
Frutos com sementes
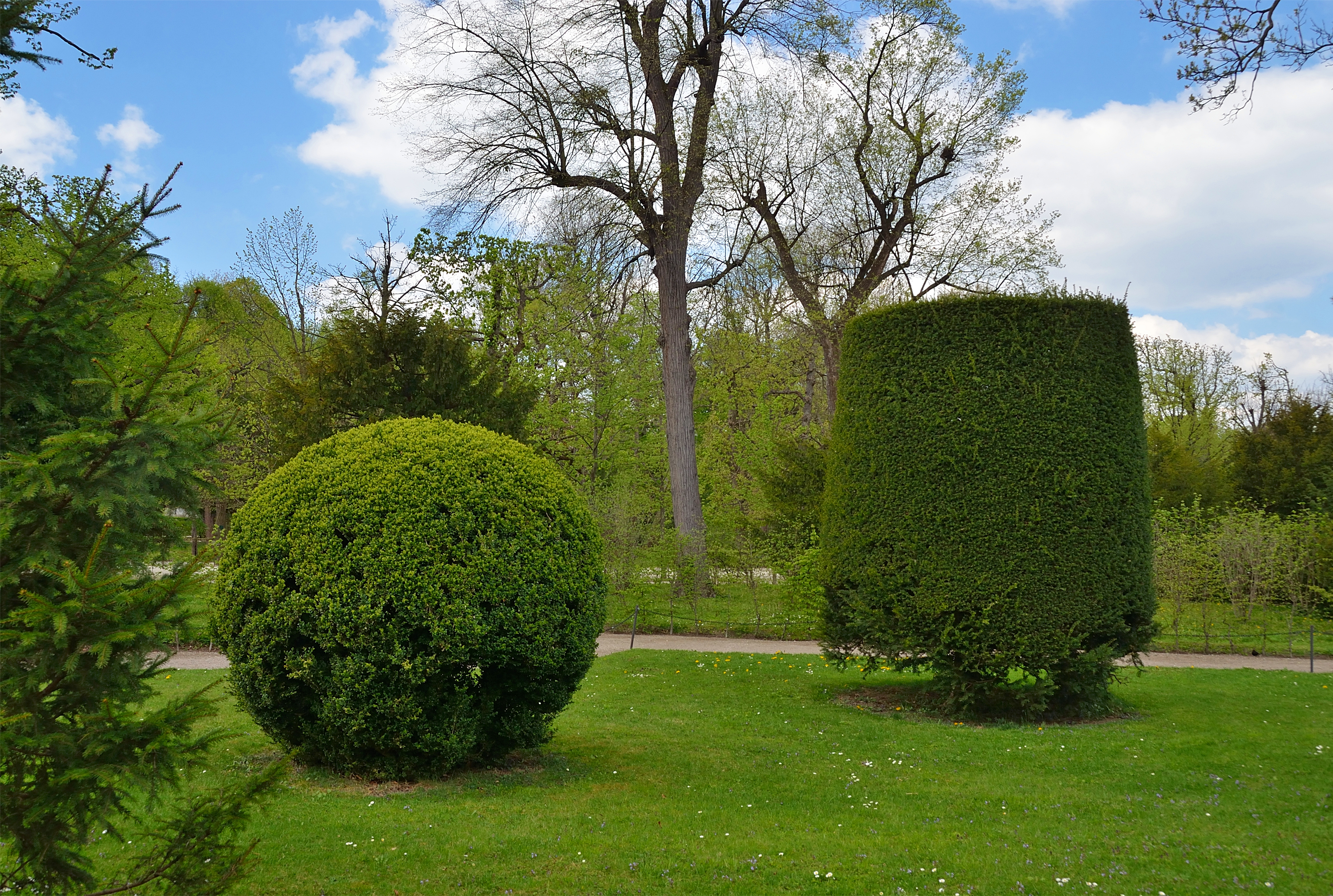
Topiária, forma redonda e quadrada
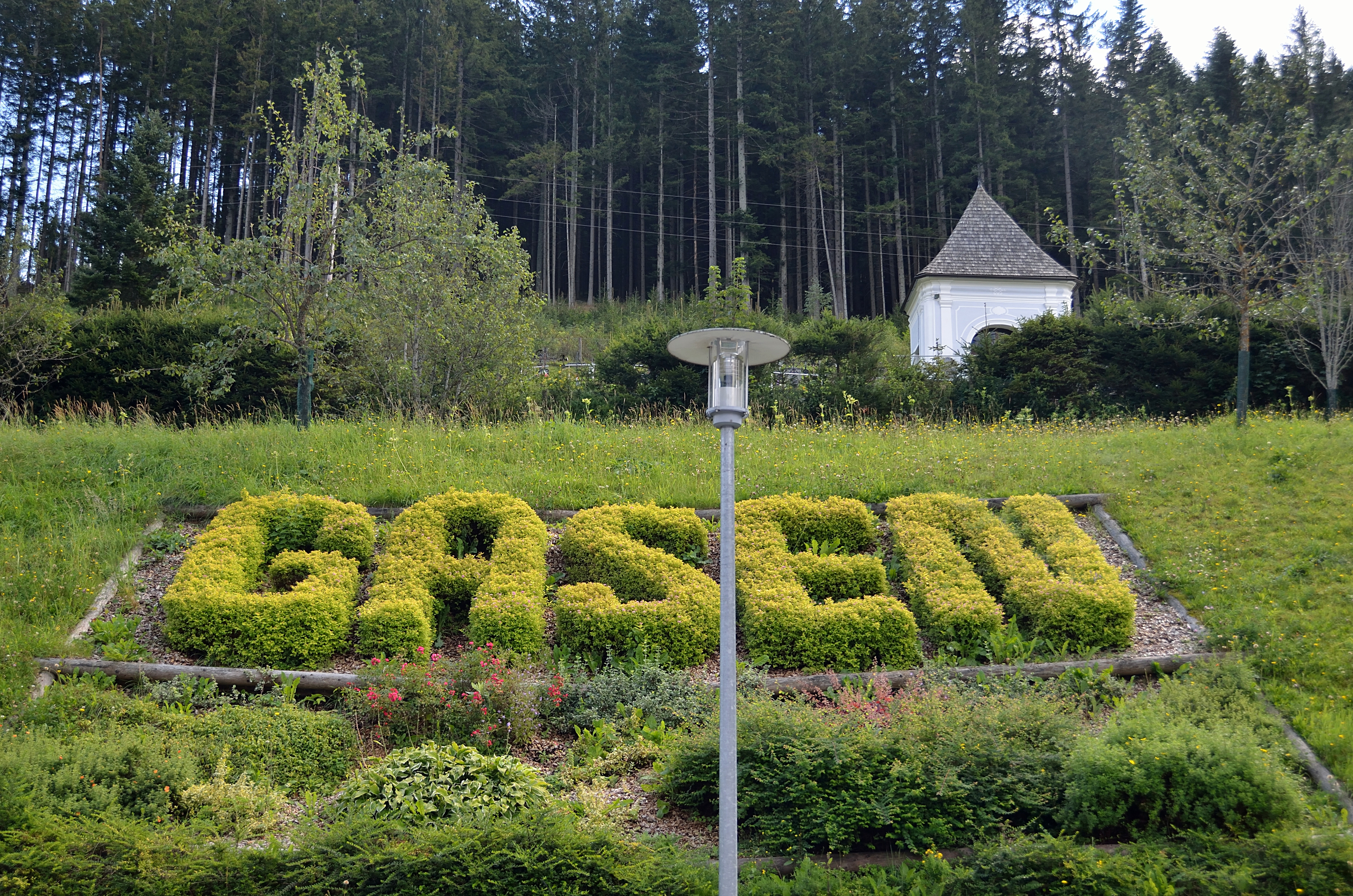
Topiária, forma de letras
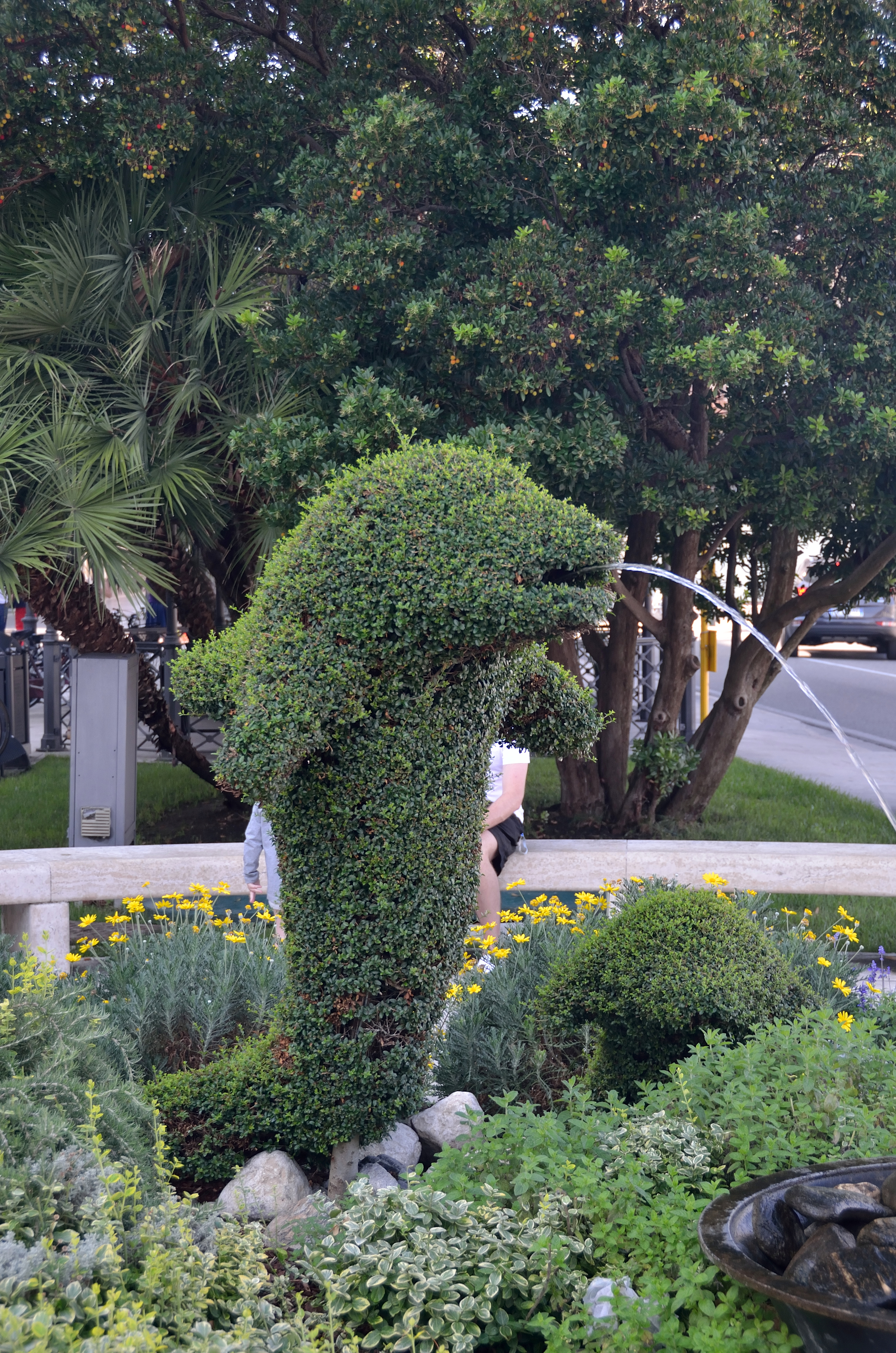
Topiária, forma de golfinho
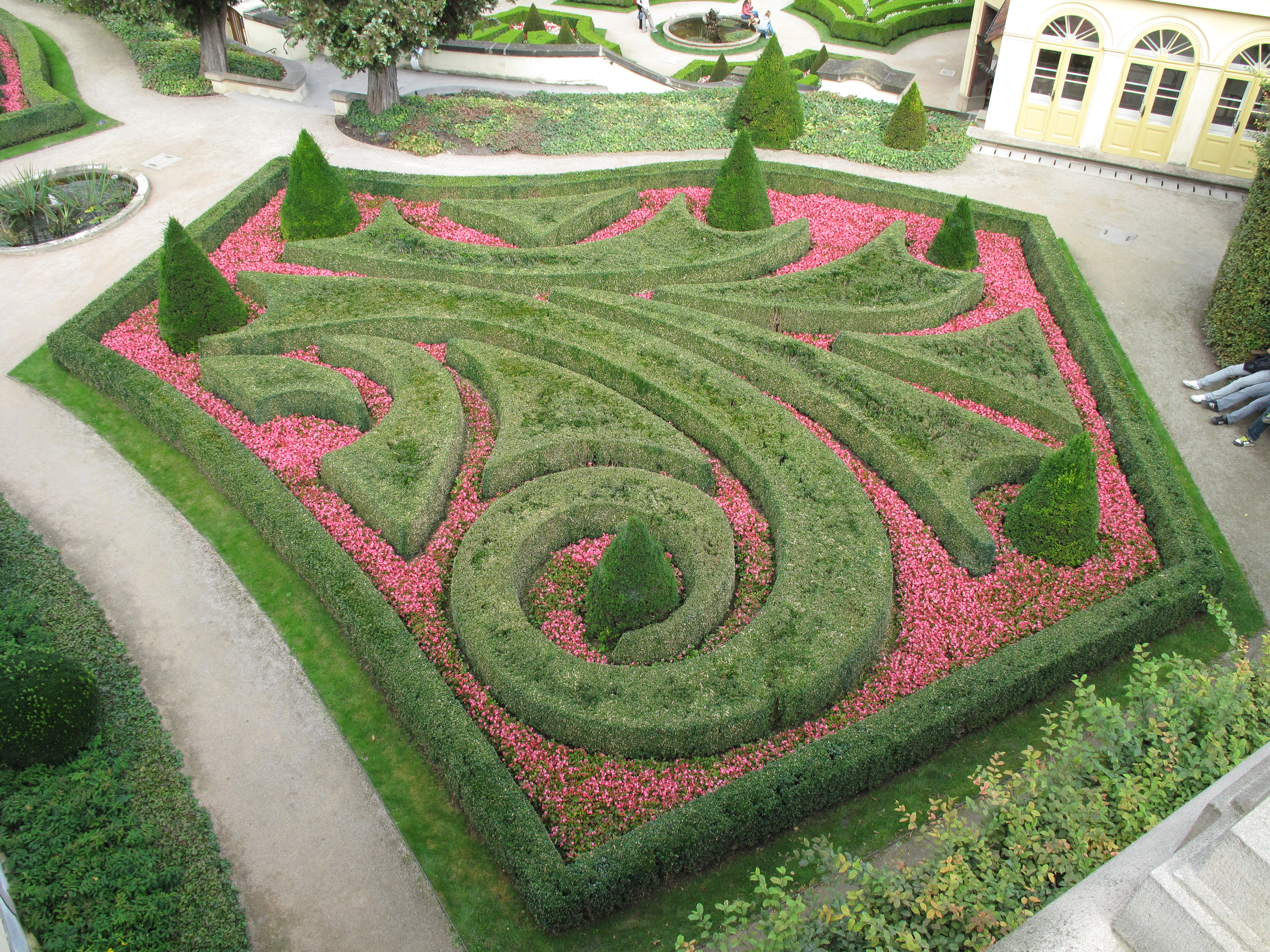
Topiária, sebe e cones